# Пипмуакан

Язовир „Пипмуакан“ (на английски: Pipmuacan Reservoir) е 6-о по големина езеро в провинция Квебек. Площта му, заедно с островите в него е 978 км2, която му отрежда 44-то място сред езерата на Канада. Площта само на водното огледало без островите е 802 км2. Надморската височина на водата е 396 м.
Водохранилището се намира в южната част на провинцията, на около 150 км североизточно от езерото Сен Жан. От 1953 до 1956 г. се извършва строителство на висока 74 м и 674 м дълга язовирна стена (49°21′32″ с. ш. 69°46′19″ з. д. / 49.358889° с. ш. 69.771944° з. д.) на река Бетсимит и втора такава (контрастена, 49°19′48″ с. ш. 70°58′44″ з. д. / 49.33° с. ш. 70.978889° з. д.) с дължина 315 м, като по този начин е повдигнато нивото на езерото Памоускачиоу и към водното огледало се включват още десетки по-малки езера.
Язовир Пипмуакан има дълга и силно разклонена брегова линия с множество дълбоко врязани заливи и острови (площ 176 км2). Дължината му е 150 км, а максималната ширина – 19 км. Обем 13,9 км3. Максимална дълбочина – 61 м.
От стената на язовира изтича река Бетсиамит (обща дължина 444 км), на която е построена голямата ВЕЦ „Берсими“ с мощност 1,18 МВ.
Хилядите километри брегова линия и обилието на риба (щука, пъстърва, сивен, бяла риба и др.) в язовира предлагат важни дестинации за туризъм, летуване и риболов.